# FK Lisleby
El FK Lisleby es un equipo de fútbol de Noruega que juega en la Quinta División de Noruega, la sexta categoría de fútbol en el país.

## Historia
Fue fundado el 8 de mayo de 1920 en la ciudad de Fredrikstad originalmente como un club de fútbol, aunque más adelante incursiona en otros deportes como atletismo, lucha, patinaje, balonmano y boxeo, pero luego la sección de lucha la cierra en 1927 y la de boxeo en 1935, aunque su sección más importante es la de fútbol.
En 1965 el club gana su grupo de la Adeccoligaen y logra jugar por primera vez en la Tippeligaen, pero al cabo de una temporada el equipo desciende de categoría.

## Palmarés
- Adeccoligaen: 1

1965
- Fair Play ligaen: 1

1964